# Миранда (Колумбия)
Миранда (исп. Miranda) — город и муниципалитет на юго-западе Колумбии, на территории департамента Каука. Входит в состав Северной провинции.

## История
Поселение, из которого позднее вырос город, было основано 7 мая 1899 года Хулио Фернандесом Мединой. Муниципалитет Миранда был выделен в отдельную административную единицу в 1903 году.

## Географическое положение

Муниципалитет Миранда

Город расположен в северо-восточной части департамента, на западных склонах Центральной Кордильеры, на расстоянии приблизительно 91 километра к северо-востоку от города Попаян, административного центра департамента. Абсолютная высота — 972 метра над уровнем моря.
Муниципалитет Миранда граничит на западе с территорией муниципалитета Пуэрто-Техада, на юго-западе — с муниципалитетом Падилья, на юге — с муниципалитетом Коринто, на востоке — с территорией департамента Толима, на севере — с территорией департамента Валье-дель-Каука. Площадь муниципалитета составляет 199,6 км².

## Население
По данным Национального административного департамента статистики Колумбии, совокупная численность населения города и муниципалитета в 2015 году составляла 39 718 человек.
Динамика численности населения муниципалитета по годам:
| 2005   | 2006   | 2007   | 2008   | 2009   | 2010   | 2011   | 2012   | 2013   | 2014   | 2015   |
| ------ | ------ | ------ | ------ | ------ | ------ | ------ | ------ | ------ | ------ | ------ |
| 33 245 | 33 799 | 34 373 | 34 978 | 35 604 | 36 237 | 36 901 | 37 592 | 38 286 | 39 003 | 39 718 |

Согласно данным переписи 2005 года мужчины составляли 49,8 % от населения Миранды, женщины — соответственно 50,2 %. В расовом отношении негры, мулаты и райсальцы составляли 52,5 % от населения города; белые и метисы — 30,1 %; индейцы — 17,4 %.
Уровень грамотности среди всего населения составлял 86,3 %.

## Экономика
64,2 % от общего числа городских и муниципальных предприятий составляют предприятия торговой сферы, 25,9 % — предприятия сферы обслуживания, 8,2 % — промышленные предприятия, 1,7 % — предприятия иных отраслей экономики.

## Транспорт
Через город проходит национальное шоссе № 31 (исп. Ruta Nacional 31).